# ريكاردو كونينغهام
ريكاردو كونينغهام (بالإنجليزية: Ricardo Cunningham) هو منافس ألعاب قوى جامايكي، ولد في 10 أبريل 1982 في أبرشية ويستمورلاند ‏ في جامايكا.

## وصلات خارجية
- ريكاردو كونينغهام على موقع الاتحاد الدولي لألعاب القوى (الإنجليزية)
- ريكاردو كونينغهام على موقع اتحاد ألعاب الكومنولث (مؤرشف) (الإنجليزية)
- ريكاردو كونينغهام على موقع اتحاد ألعاب الكومنولث (مؤرشف) (الإنجليزية)